# Gratiola griffithii
Gratiola griffithii är en grobladsväxtart som beskrevs av Joseph Dalton Hooker. Gratiola griffithii ingår i släktet jordgallor, och familjen grobladsväxter. Inga underarter finns listade i Catalogue of Life.